# Дятлово (Велізький район)
Дятлово (рос. Дятлово) — присілок Велізького району Смоленської області Росії. Входить до складу Бєляєвського сільського поселення.
Населення — 4 особи (2007 рік).